# Sant Miquel de la Seu d'Urgell
L'església de Sant Miquel, abans església de Sant Pere, és una església situada a la ciutat pirinenca de la Seu d'Urgell, és d'estil romànic i es troba adossada al claustre de la Catedral de la Seu d'Urgell. És l'únic edifici conservat del conjunt monumental motivat per a l'iniciativa del bisbe Sant Ermengol abans del 1035. Les primeres notícies d'un temple en l'emplaçament on es troba aquest daten de l'any 840.

## Història
La primera església de Sant Miquel, dotada pel bisbe Sant Ermengol en el seu testament el 1035, va ser seu d'una canònica que al 1122 es va reorganitzar sota la regla augustiniana i la direcció d'un prior. Per raó de la decadència de la comunitat i la ruïna de l'església, va ser suprimida pel bisbe Guillem de Montcada (1294-1308), que va donar els seus béns a la canònica catedralícia. L'església, ruïnosa, va ser donada al segle següent als dominicans. Aleshores hom traslladà l'advocació a l'església catedralícia de Sant Pere. En aquest moment, va rebre la segona advocació, de Sant Miquel, quan la capella d'aquest nom que era situada vora el portal de Cerdanya va ser donada als dominicans. L'antiga església es trobava on avui hi ha l'església de Sant Domènec.

## La capella
La capella disposa d'una porta que duu al claustre i una altra a la façana sud que és totalment nova. Té planta de creu llatina: una nau amb transsepte; el transsepte té una capçalera formada per tres absis semicirculars, del qual destaca majoritàriament el central per la seva grandària, ornamentats exteriorment amb lesenes i arcuacions. La resta d'edifici no té decoració.
L'absis està cobert per volta de canó perpendicular a l'eix de la nau. La nau disposa d'una coberta de fusta aguantada per 3 arcs apuntats, els quals provenen d'una reforma realitzada en època gòtica. Aquesta coberta va quedar amagada durant un temps per una construcció feta sota seu però va tornar a quedar al descobert gràcies a unes obres de restauració realitzades a finals del segle xx. A l'altar podem trobar una pedra que conté relíquies de sants, que procedeix de la Catedral de Santa Maria. Presenta una decoració amb lòbuls semicirculars i de ferradura, molt similar a la que podem trobar també a la catedral de Girona. Als dos costats del presbiteri trobem dos capitells reaprofitats com a base d'unes tauletes.
A l'exterior de la capella, als murs nord i sud, hi ha dues finestres típiques del segle xi amb columna i capitell, pel que fa a la finestra del mur nord, sembla original, però la del mur sud, es totalment nova. Al mur de l'oest del braç sud del transsepte, s'hi troba una altra finestra de les característiques anteriorment mencionades tot i que va ser tapada amb la construcció del campanar (de planta quadrada) i solament es pot observar des de l'interior del temple.

## El retaule i les pintures
Els dos sants presideixen el seu retaule gòtic, avui conservat al Museu Nacional d'Art de Catalunya. El desembre de 2010 el Ministeri de Cultura d'Espanya va adquirir per 600.000 euros nou taules gòtiques d'aquest retaule pintat per Bernat Despuig i Jaume Cirera, per exposar-les al Mnac de Barcelona.
També són en aquest museu les pintures murals romàniques del seu absis central, centrades per la figura de la Maiestas Domini dempeus, rodejada pels símbols dels evangelistes i, a sota, les figures de diversos sants. A la part del mig de les pintures, hi podem trobar a Sant Andreu, Sant Pere, la Verge Maria, Sant Joan, Sant Pau i Santiago, tots dibuixats seguint patrons romans d'Orient. Les finestres que es troben en aquest punt, estan decorades amb motius vegetals.

## Galeria d'imatges

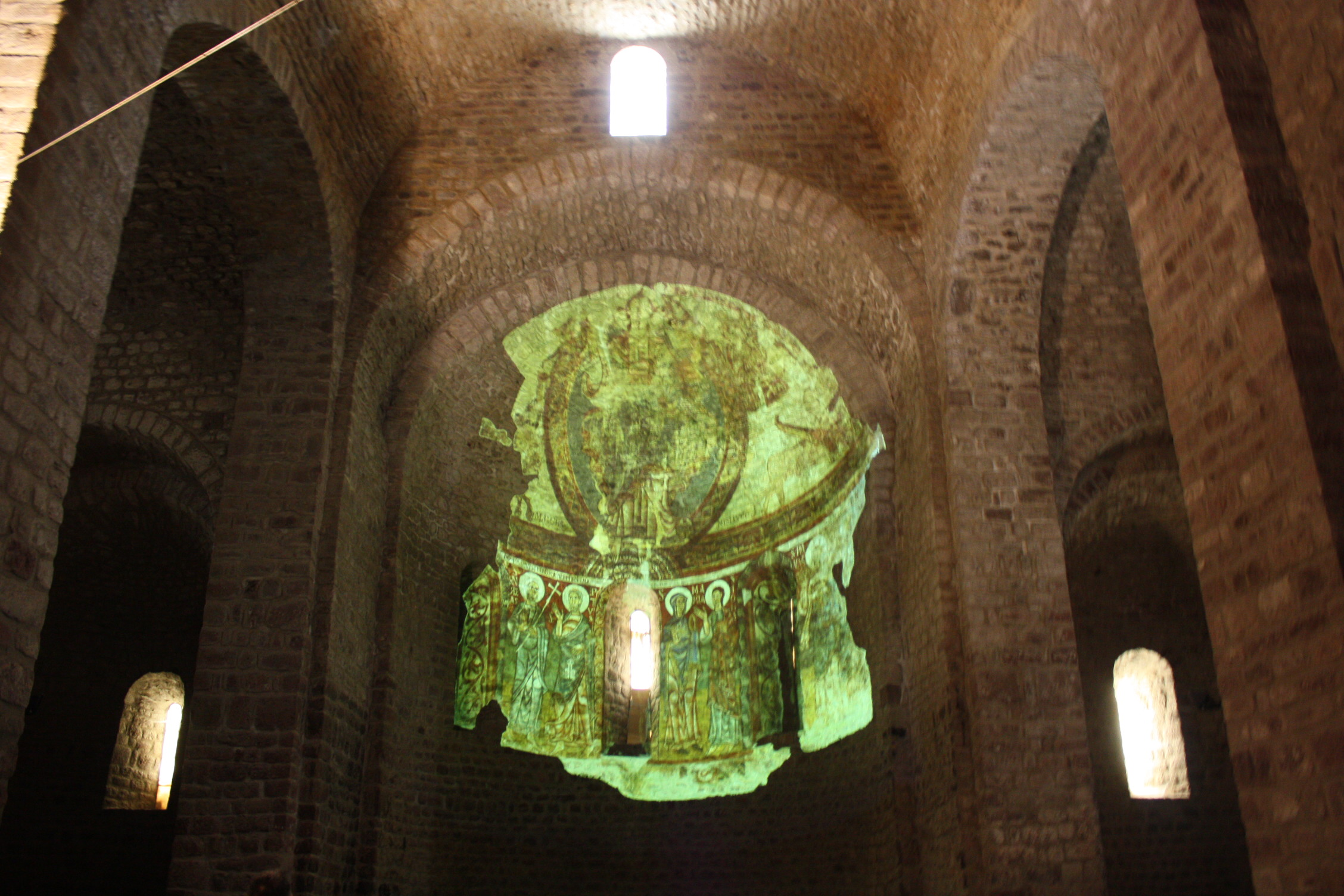
Absis de l'església amb la reproducció de les pintures que es troben al MNAC.
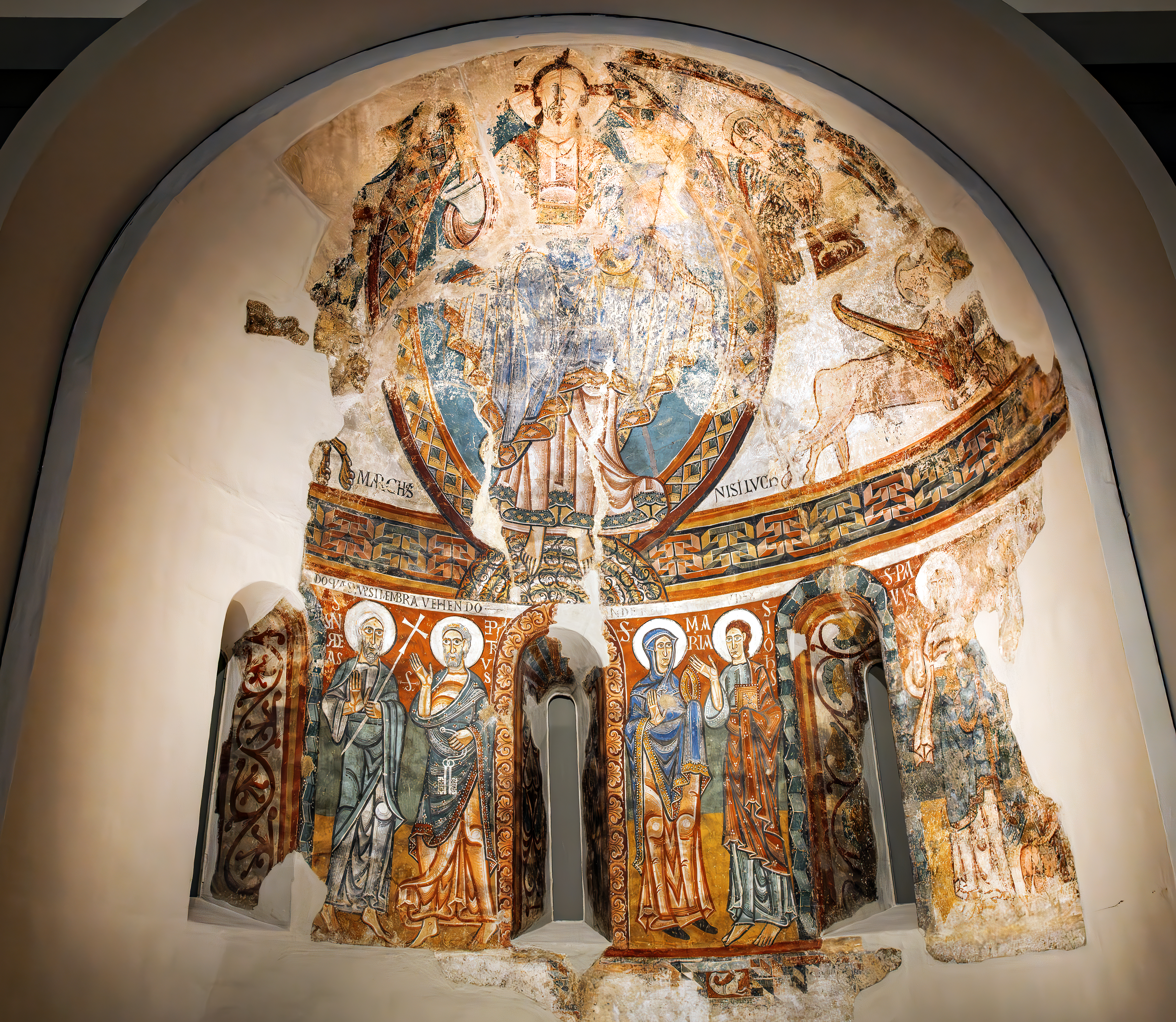
Absis que procedeix de Sant Miquel, actualment es troba al MNAC.
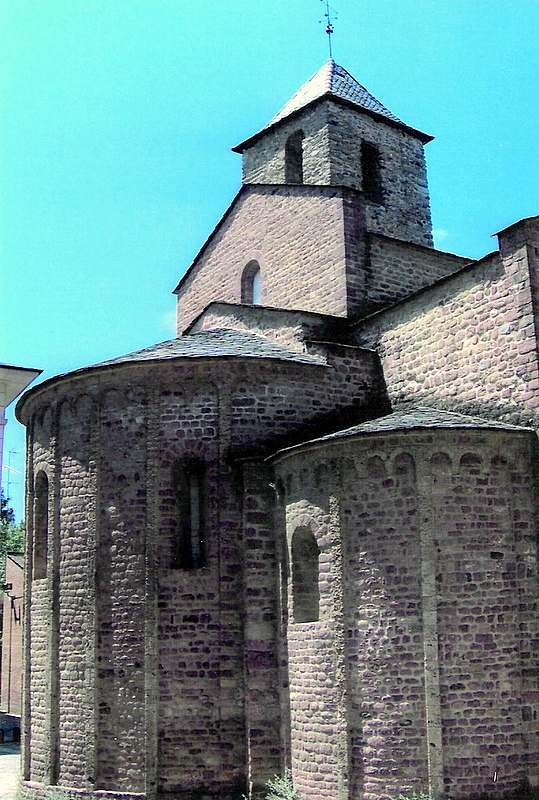
Absis de l'església.
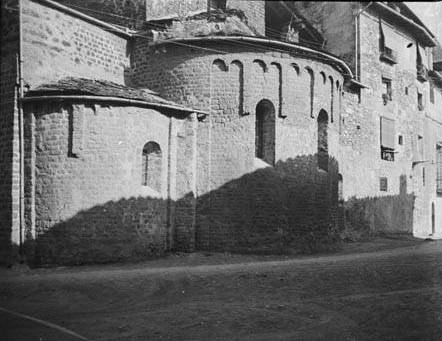
L'absis de Sant Miquel entre 1915 i 1930.